# Alberto Zedda

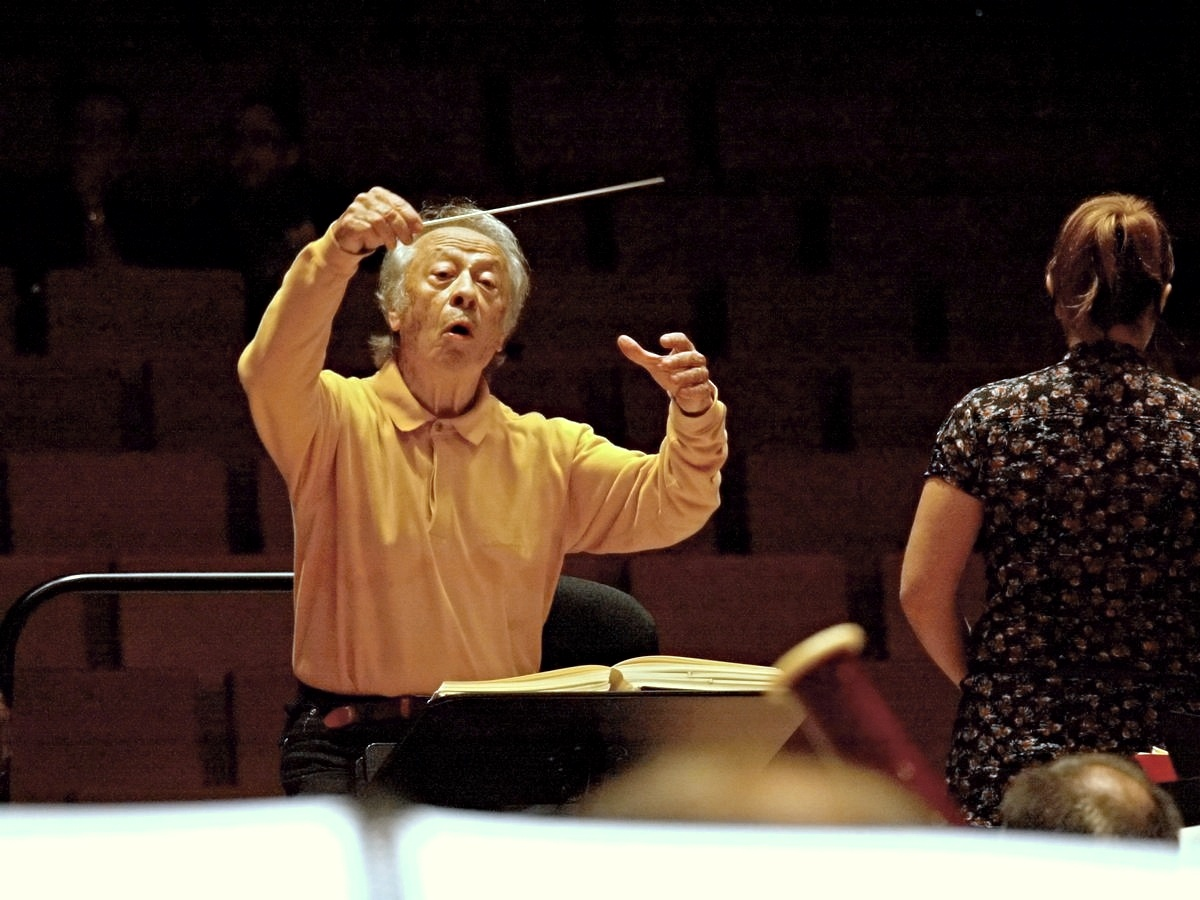
Alberto Zedda bei Proben, 2010

Alberto Zedda (* 2. Januar 1928 in Mailand; † 6. März 2017 in Pesaro) war ein italienischer Dirigent und Musikwissenschaftler.

## Leben
Alberto Zedda studierte Musik in seinem Geburtsort und Musikgeschichte an der Universität Urbino. Von 1961 bis 1963 war er an der Deutschen Oper Berlin, von 1967 bis 1969 an der New York City Opera für das italienische Repertoire verantwortlich. Seit der Entwicklung des Rossini Opera Festival 1980 bis 1992 war er dessen künstlerischer Leiter. In der Saison 1992/1993 war er künstlerischer Leiter am Teatro alla Scala in Mailand.
Er war ein führender Rossini-Experte und lehrte Musikgeschichte an der Universität Urbino. Zusammen mit Rodolfo Celletti war er musikalischer Direktor des Festival della Valle d’Itria in Martina Franca. Er war Mitglied des künstlerischen Beirats der Fondazione Rossini in Pesaro und Ehrenpräsident der Deutschen Rossini-Gesellschaft.
Zwischen 1964 und dem Jahr 2000 spielte er als Dirigent mehrere Filmkompositionen für Kino- und Fernsehfilme ein, für Regisseure wie Marcello Baldi, Kristian Missirkov, Hans Hulscher oder Pierre Cavassilas.

## Auszeichnungen
- 1980: Premio Bacco dei Borbone, Festival della Valle d’Itria
- 2014: Premio del Belcanto Rodolfo Celletti, Festival della Valle d’Itria